# Schizotetranychus prosopis
Schizotetranychus prosopis är en spindeldjursart som beskrevs av Tuttle, Baker och Abbatiello 1976. Schizotetranychus prosopis ingår i släktet Schizotetranychus och familjen Tetranychidae. Inga underarter finns listade i Catalogue of Life.